# Вакар, Алексей Григорьевич
Алексе́й Григо́рьевич Вака́р (1773 — 1843)  —  русский общественный деятель, действительный член Московского Императорского общества сельского хозяйства, надворный советник. Устроитель первой сельскохозяйственной школы в своем родовом имении. Издал первый в России печатный труд о правилах сельского хозяйства. Прокурор Могилёвской губернии в период Отечественной войны 1812 года.

## Биография
Родился в семье могилёвского дворянина Григория Афанасьевича Вакара, из древнего рода Вакар. До 1798 года находился на Польской военной службе, где дослужился до чина ротмистра:7.
24 января 1798 года Вакар подал генерал-прокурору князю Алексею Борисовичу Куракину, прошения об определении его на русскую службу. После чего князь Куракин обратился с предложением к руководителю Римско-католического департамента Правительствующего Сената архиепископу Станиславу Сестренцевичу с определением Вакара в его ведомство:
«Препоручая в милостливое покровительство Вашего Преосвященства подателя сего Польской службы ротмистра Вакара, который переводить может с латинского и польского языков на российский, прошу вас милостливый государь мой, определить его в департамент Римско-католических дел, на вакансию переводчика…»:7.
На что получен был положительный ответ архиепископа Сестренцевича. 30 апреля 1798 года Вакар был переведён из Государственной юстиц-коллегии где числился чисто номинально, в Римско-католический департамент Правящего Сената.
28 декабря 1798 года он был произведён в титулярные советники, 26 марта 1800 года по указу Правящего Сената был переведён в контору генерал-рекейтмейстера, где занимал должности переводчика с   латинского и польского языков и исполнял обязанности экспедитора по Малороссийским и Польским делам, с 25 октября 1804 года стал занимать ещё и должность переводчика немецких дел.
14 октября 1801 года по именному Высочайшему указу подписанному императором Александром I Вакару был присвоен чин коллежского асессора, а 13 февраля 1803 года чин   надворного советника:6.
С 4 февраля 1810 года состоялся приказ об определении Вакара в Департамент Министерства юстиции, и в октябре этого же года он был назначен прокурором Могилёвской губернии.
23 августа 1811 года Вакару было объявлено Монаршее благоволение, а 7 декабря того же года министр юстиции Иван Иванович Дмитриев изъявил ему «Признательность за усердие и деятельность по должности прокурора Могилёвской губернии»:10.

## Отечественная война 1812 года
В 1812 году после начала Отечественной войны, 
по приходе в Могилёв французской армии, Вакар всячески уклонялся от сотрудничества с французскими войсками. Когда фельдмаршал Луи Даву приказал Вакару приступать к своим обязанностям прокурора и присягать на верность Наполеону, Вакар уклонился от этого, сказавшись больным.
После этого доверенное лицо фельдмаршала Даву маркиз де Долорн вновь начал предъявлять требования к Вакару занять место прокурора, но Вакар решительно от всего отказался говоря что «Российский император имеет все права на его верность и преданность». После издания декрета Наполеона об учреждения новой губернской комиссии в Могилёвской губернии, а также создания национальной гвардии и жандармов из числа местных дворян, почти все молодые дворяне разбежались, а 10 человек Вакар от французов укрыл в своём доме.
После 27 октября маркиз прислал к Вакару формальное письмо о том же прокурорстве. Вакар решил медлительностью своей спастись от возлагаемого на него дела. После 4 ноября при подходе российских войск, неприятель из города бежал, а 12 ноября в город вступили войска генерал-адъютанта графа Адама Петровича Ожаровского.
Вскоре прибыл генерал-лейтенант Дмитрий Дмитриевич Шепелев, который был назначен временно управлять Могилёвом. 1 декабря Вакар сам был у Шепелева и говорил с ним о делах и чиновниках, объявляя что дела должны быть все целы, отдал ему рапорты о состоянии дел при нахождении неприятеля и выразил желание вновь приступить к делам:11,12,13,14,15.
Донесения эти попали к министру юстиции Дмитрию Прокофьевичу Трощинскому, и он довёл их до сведения Комитета Министров. После разбирательства Комитетом Министров, Вакар был обвинён в том: «что остался в тылу неприятеля, а не бежал оттуда». Вакар объективно доказывал в своей докладной записке, что
гражданский губернатор граф Дмитрий Александрович Толстой не давал на то своего разрешения говоря что: "опасности нет ещё, уверяя о безопасности и скором прибытии генерала Раевского":11,15,16.
После заступничества влиятельных особ, в том числе и герцога Александра Вюртембергского, который писал министру юстиции Трощинскому:
«Вакар ищет покровительства желая оправдаться по предмету обвинения его в невыезде из Могилёва во время нашествия неприятельских войск…Я только побуждаюсь признательностью, какую заслужил он усердною прежде всего службою своей под моим начальством, просить для него защиты если найдёте в сём случае невиновность»:16.
Рассмотрев обстоятельства дела, Вакар впоследствии был полностью реабилитирован. Могилёвским губернским прокурором оставался до 1815 года, после чего ушёл в отставку.

## Общественная  деятельность
С 1815 года Вакар после отставки занялся сельским хозяйством, был организатором первой сельскохозяйственной школы в своём имении в Могилевской губернии, писал труды. С 1833 года был избран   член-корреспондентом, а  с 1836 года действительным членом Московского Императорского общества сельского хозяйства, и оставался деятельным членом общества до самой смерти.

## Семейные связи
- С 1803 года был женат на камер-фрау императрицы Марии Фёдоровне — Марфе Исидоровне Юрьевой, у которой от связи с Павлом I была внебрачная дочь Марфа Мусина-Юрьева[2]:3,4,5,6,7.

Дети:
- Платон (1823—1899) — государственный деятель, сенатор, тайный советник;
- Модест (?—1867) — генерал-майор, командующий гвардейской резервной пешей артиллерии;
- Павел (1805—1878) — офицер гвардии, надворный советник, помощник инспектора Императорского Санкт-Петербургского университета; его жена — дочь П. Д. Каховского, Анна.
- Александр
- Екатерина;
- Елизавета — была замужем военным протоиереем и основателем рода Ефимом Степановичем Цытовичем;
- Надежда.

Братья, сёстры:
- Филипп (1790 — ?) — полковник, участник Отечественной войны 1812 года;
- Анастасия.